# Луций Порций Лицин (консул 184 пр.н.е.)
Луций Порций Лицин (на латински: Lucius Porcius Licinus) e политик на Римската република през 2 век пр.н.е.
Произлиза от клон Лицин на фамилията Порции. Син е на Луций Порций Лицин (претор 207 пр.н.е.).
През 193 пр.н.е. той е претор в Сардиния. През 184 пр.н.е. Порций е избран за консул заедно с Публий Клавдий Пулхер и се бие против лигурите.